# Limbisch systeem

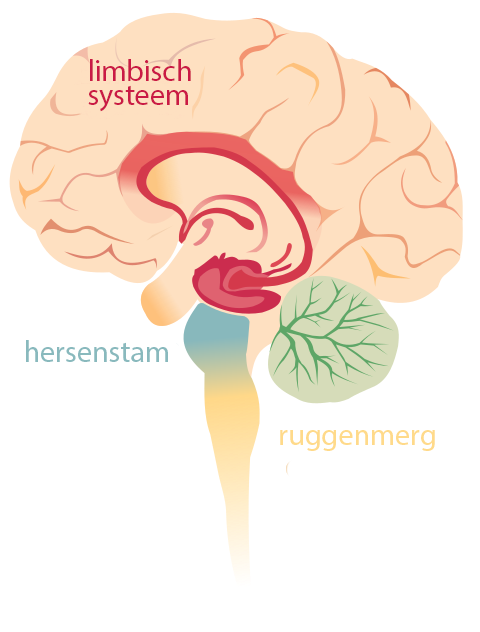
Hersenen en limbisch systeem

Het limbisch systeem (ook wel zoogdierenbrein genoemd), Latijn: limbus, rand of zoom, is een groep structuren die tussen de hersenstam en de hersenschors ligt en als een ring rond de hersenholten heen gaat. De structuren in het limbisch systeem zijn betrokken bij emotie, motivatie, genot en het emotioneel geheugen. Emotie komt vooral uit het limbisch systeem voort en daarbij heeft het erg veel te doen met het formeren van herinneringen. Het is evolutionair gezien een van de oudste delen van de hersenen, maar bevat ook enkele nieuwere structuren. Het limbische systeem is onderdeel van de grote hersenen. 
Het limbisch systeem heeft een aantal functies, waaronder de regeling van het gedrag, het langetermijngeheugen, leren, de motivatie en emotie. Daarbij worden ook een paar stoornissen gelinkt met het limbisch systeem, waaronder epilepsie, depressie en schizofrenie.

## Onderzoek
Paul Broca sprak in 1878 voor het eerst van de grand lobe limbique. Men was eerst van mening dat het limbische systeem uit een topografisch gerangschikt banensysteem bestond, dat ervoor zorgde dat emotionele ervaringen met elkaar in verband konden worden gebracht. Deze opvatting is terug te vinden bij James Papez, aan wie de naam circuit van Papez is ontleend. De naam circuit van Papez is niet door Papez zelf, maar door Paul MacLean bedacht. Papez was wel een van de eersten die in 1937 het limbische systeem aan emoties verbond. Later werd ontdekt dat de functie van het limbische systeem aanzienlijk complexer was en dat het systeem bestond uit een verzameling van verspreide, maar nauw met elkaar verbonden kernen en schorsgebieden. Bij het onderzoek stonden bovendien veel meer de functionele dan de topografische aspecten, de vorm centraal. Limbisch systeem wordt nog steeds gezegd, maar omvat andere structuren dan in de vroegere theorieën werd aangenomen.
Het is ook vast komen te staan dat de hippocampus belangrijker was voor het geheugen dan voor emotionele integratie, zoals Papez en MacLean aannamen. De amygdala, de orbitofrontale cortex en delen van de basale ganglia zijn verder als belangrijke nieuwe componenten toegevoegd. Emotie wordt niet meer gezien als een unitaire, dat wil zeggen een door een enkel circuit gestuurde functie, maar wordt meer in termen van verschillende emotiesystemen gedacht die van verschillende circuits en netwerken in de hersenen afhankelijk zijn.

## Onderdelen en functies
Het limbisch systeem bestaat onder andere uit:
- Corticale gebieden:
  - de orbitofrontale cortex: betrokken bij het nemen van beslissingen en affectieve leerprocessen
  - de fornix
  - de hippocampus: betrokken bij de vorming van het langetermijngeheugen
  - de gyrus cinguli: waarbij het voorste deel, de cortex cingularis anterior betrokken is bij evaluatie van beloning en straf
  - het septum pellucidum: betrokken bij de verbinding tussen de verschillende gebieden

- Subcorticale gebieden:
  - de amygdala: betrokken bij agressie en angst
  - de nucleus accumbens: betrokken bij beloning, verslaving en genot

- Diëncephalon: 
 Het diëncephalon is het deel van de hersenen, dat in het midden ligt.
  - de hypothalamus: reguleert het autonome zenuwstelsel door middel van hormonen, betrokken bij de regulering van bloeddruk, hartslag, honger, dorst, seksuele opwinding en het circadiaan ritme
  - het corpus mammilare: betrokken bij het ruimtelijk en episodisch geheugen.
  - De nucleus anterior thalami: betrokken bij het geheugen.